# István Friedrich
István Friedrich (ur. 1 lipca 1883 – zm. 25 listopada 1951) – węgierski polityk oraz fabrykant. W 1919 roku przez trzy miesiące pełnił funkcję premiera Węgier i tym samym tymczasowej głowy państwa.
Friedrich urodził się w 1883 roku w Malackach (obecna Słowacja). W młodości studiował inżynierię na uniwersytetach w Budapeszcie oraz Charlottenburgu aby następnie zająć się studiami prawniczymi na uczelniach w Budapeszcie oraz Berlinie.
Podczas istnienia Węgierskiej Republiki Rad, Friedrich był związany z kręgami kontrrewolucyjnymi za co został aresztowany przez komunistów. 6 sierpnia 1919 po zajęciu Budapesztu przez wojska rumuńskie przejął władzę w Węgierskiej Republice Ludowej w bezkrwawym zamachu stanu z poparciem Rumunów, części wojska i policji, przy milczącej akceptacji Ententy odsuwając rząd socjaldemokratyczno-związkowy Gyuli Peidla. Następnego dnia arcyksiążę Józef August ogłosił się regentem Węgier i mianował Friedricha na stanowisko premiera Węgier. 8 sierpnia 1919 Węgierska Republika Ludowa formalnie przestała istnieć. Funkcję premiera Friedrich pełnił do 24 listopada 1919. Jego następcą został Károly Huszár.
Zwolennik chrześcijańskiej demokracji i przywrócenia Habsburgów na tron węgierski. Był deputowanym do parlamentu w latach 1920–1939.
W 1951 roku został aresztowany przez administrację Mátyása Rákosiego. Jego dalsze losy pozostały nieznane. Oficjalną datą śmierci Istvana Friedricha jest 25 listopada 1951, chociaż istnieją przypuszczenia, że jego śmierć nastąpiła dopiero w 1958 roku.